# اعراب تشغيني (باسخن)
اعراب تشغيني (بالفارسية: اعراب چگینی) هي قرية تقع في إيران في البلدة المركزية. يقدر عدد سكانها بـ 1,196 نسمة .